# Tahmima Anam
Pour les articles homonymes, voir Anam.
Tahmima Anam (en bengali : তাহমিমা আনাম ), née à Dacca le 8 octobre 1975, est une écrivaine, romancière et journaliste britannique née au Bangladesh.
Son premier roman, A Golden Age (2007), remporte le prix du meilleur premier livre des Commonwealth Writers 'Prize en 2008. Elle écrit d'autres romans et nouvelles, et reçoit le O. Henry Award en 2015. Elle est membre de la Royal Society of Literature.

## Biographie

### Jeunesse
Tahmima Anam naît le 8 octobre 1975 à Dacca au Bangladesh. Elle est la petite-fille de l'écrivain Abul Mansur Ahmed, et la fille du journaliste Mahfuz Anam et de Shaheen Anam. Lorsqu'elle a 2 ans, sa famille s'installe d'abord à Paris où son père est employé de l'Unesco, puis à New York et Bangkok. La famille se réinstalle au Bangladesh lorsqu'elle a 15 ans. Elle apprend l'histoire de la Guerre de libération du Bangladesh par sa famille, son père y ayant combattu,,.

### Éducation
Elle obtient à 17 ans une bourse pour le Mount Holyoke College, dont elle est diplômée en 1997. Elle soutient sa thèse de doctorat en anthropologie, intitulée Fixing the Past: War, Violence, and Habitations of Memory in Post-Independence Bangladesh  à l'université Harvard en 2005. Elle obtient ensuite une maîtrise en écriture créative au Royal Holloway à Londres,.

### Carrière littéraire
En mars 2007, le premier roman de Tahmima Anam, A Golden Age, est publié par John Murray, et reçoit en 2008 le prix du meilleur premier livre des Commonwealth Writers 'Prize. Inspirée par l'histoire de ses parents, qui étaient des combattants de la liberté pendant la guerre, elle place l'action de son roman pendant la guerre de libération du Bangladesh. Elle avait fait également des recherches sur cette guerre au cours de sa carrière post-diplôme. Pour poursuivre ses recherches, elle reste au Bangladesh pendant deux ans et interviewe des centaines de combattants. Elle travaille également sur le tournage du film Matir Moina (The Clay Bird) de Tareque et Catherine Masud, salué par la critique, qui reflète les événements de cette guerre.
Son deuxième roman, The Good Muslim, est une suite de A Golden Age ; il est publié en 2011 et est sélectionné pour le Man Asian Literary Prize. Sa nouvelle Garments, inspirée par l'effondrement du Rana Plaza, est publiée en 2015 et remporte le O. Henry Award, ; elle est présélectionnée pour le BBC National Short Story Award. La même année, elle devient juré pour le prix international Man-Booker 2016.
En 2016, son roman The Bones of Grace est publié par HarperCollins. L'année suivante, elle est élue membre de la Royal Society of Literature,. Tahmima Anam publie une chronique dans le New York Times, dans The Guardian et dans le New Statesman. Dans cette chronique, elle écrit sur le Bangladesh et ses problèmes croissants,,.

### Vie privée
Le premier mari de Tahmima Anam était un responsable marketing bangladais. En 2010, elle épouse l'inventeur américain Roland O. Lamb, qu'elle a rencontré à l'université Harvard. Le couple a un fils nommé Rumi,. Rumi est né prématuré et pendant cinq ans, il refuse de manger - une épreuve évoquée dans des écrits de Tahmima Anam. Elle réside dans le quartier de Kilburn à Londres pendant les années 2000.

## Œuvres

### Romans
- A Golden Age, John Murray, 2007 (ISBN 978-0-7195-6010-1).
- The Good Muslim, HarperCollins, 2011 (ISBN 978-0-06-147876-5).
- The Bones of Grace, Harper Collins, 2016 (ISBN 978-0061478949).
- The Startup Wife, Canongate Books, 2021 (ISBN 978-1-83885-252-8).

### Nouvelles
- Saving the world, London, Granta, 2008, chap. Autumn.
- Anwar Gets Everything, London, Granta, 2013, chap. Spring.
- « Garments », Freeman's, Londres,‎ 2015.